# E tu...
E tu... è il quinto album di Claudio Baglioni, pubblicato nel 1974. L'album fu arrangiato da Vangelis Papathanassiou, ex tastierista degli Aphrodite's Child, che Baglioni incontrò a Parigi. 
Il disco però non è un concept album come i precedenti due, le canzoni sono esperienze di vita del cantautore che si apre in un modo più autobiografico e intimo, i testi risultano più descrittivi e dettagliati. I brani sono anche fortemente legati da un punto di vista prettamente musicale; infatti sono caratterizzati da uno stile indie rock, genere nato in Inghilterra tipico dei gruppi indipendenti che utilizzavano basi musicali elettroniche e rock, non a caso gli arrangiamenti sono di Vangelis, tastierista del gruppo Aphrodite's Child, che porta il cantautore ad approcciare anche il folk rock ed il rock progressivo. Rimane per 16 settimane consecutive primo in classifica. Il brano che da il nome all'album vince invece il Festivalbar.

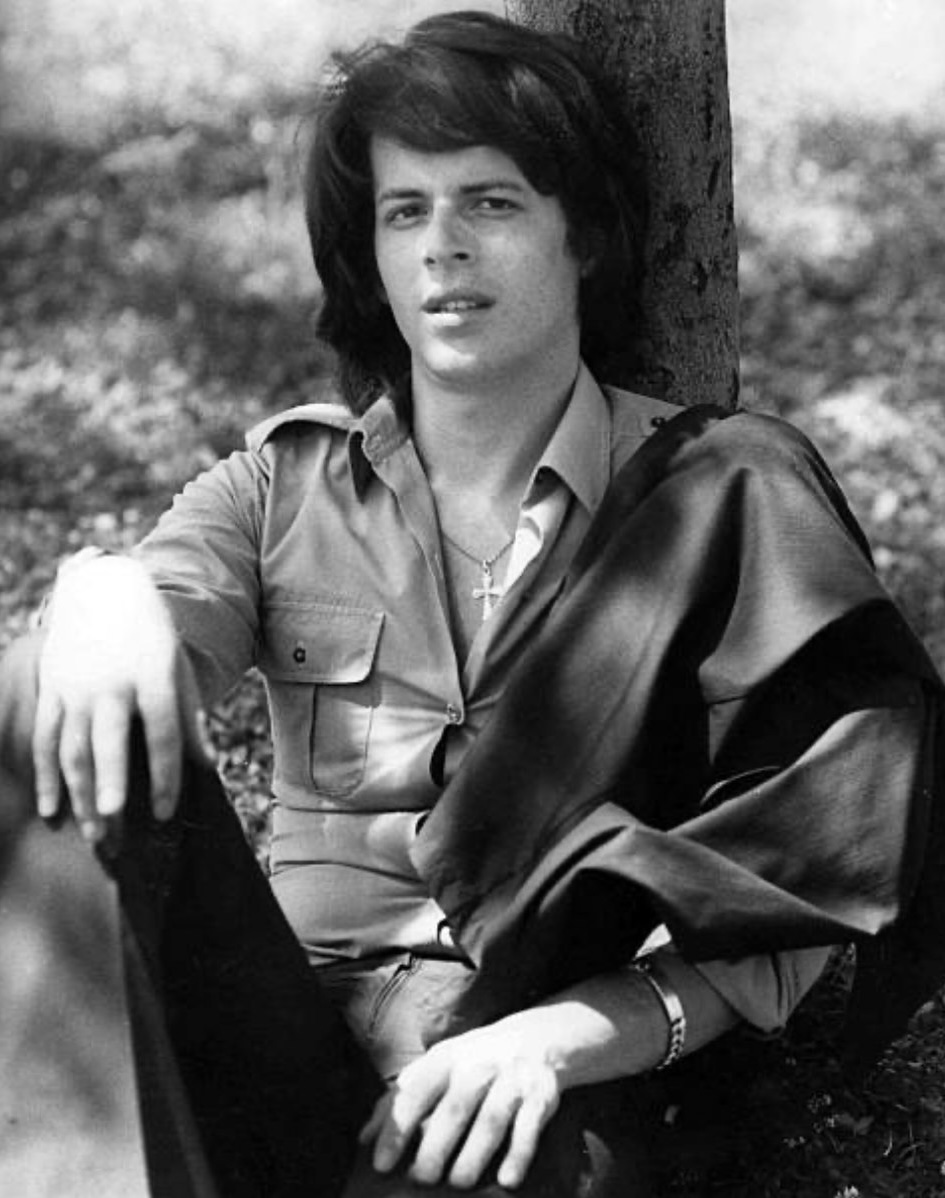
Baglioni nel 1974

## Il disco
Nonostante il disco non si presenti come un concept album, a differenza dei due precedenti, l’intenzione iniziale di Claudio era quella di scrivere dei temi per un musical basato sui poemi di Ulisse. La storia di un personaggio che compie la sua “odissea”, basta andare a vedere i testi dei brani per capire il concetto generale dell’avventura. Ma nel frattempo durante lo sviluppo dell’arduo lavoro, l’arrangiatore Vangelis convince Claudio del potenziale delle basi musicali, e che non far diventare il progetto un disco musicale sarebbe stata una chance sprecata. Soprattutto per la canzone simbolo che dà il titolo al disco (E tu…) che oltre a confermarsi una delle canzoni d’amore più belle di quel decennio, vinse il Festivalbar. 
L’idea di un disco basato su un poema verrà ripresa l’anno dopo, basando il disco Sabato pomeriggio sui poemi crepuscolari e sul Il sabato del villaggio di Leopardi, sfruttando questa volta il concetto dell’attesa.

## Tracce
Testi di Claudio Baglioni, tranne Ninna nanna nanna ninna, di Trilussa. Musiche di Claudio Baglioni e Antonio Coggio, eccetto Ninna nanna nanna ninna, Canto e Il mattino si è svegliato, di Claudio Baglioni.
Lato A
1. E tu...
2. Oh Merilù
3. E me lo chiami amore
4. Ad Agordo è così
5. Ninna nanna nanna ninna (da Ninna nanna della guerra una poesia di Trilussa)

Lato B
1. Chissà se mi pensi
2. A modo mio
3. Il mattino si è svegliato
4. Quanta strada da fare
5. Canto

## Formazione
- Claudio Baglioni – voce, chitarra e percussioni
- Antonio Coggio – pianoforte e celeste
- Raymond Gimenes – chitarra acustica ed elettrica
- Toto Torquati – pianoforte
- Vangelis – batteria e percussioni, clavicembalo, pianoforte, Fender Rhodes, bonghi, cembalo, organo Hammond, sintetizzatore, arpa, timpani, flauto, marimba, vibrafono e clavinet
- Aldo Frank – pianoforte, Fender Rhodes
- Slim Pezin – chitarra a 12 corde
- Marc Chantereau – vibrafono
- Jean Charles Capon – violoncello
- Tony Russo – tromba
- Georges Gireno, Pierre Gossez – sax
- Jean-Louis Chautemps – sax e flauto
- Liliane Davis, Jean-Pierre Savelli, Rosa Carnier, Pepe Gilbert, Philippe Patron, Vasilis Konstantinidis, Patrick Hernandez, Aurelie Benazra, Martine Tourreil, Alekos Karakantas, Patrick Margueron, Graziella Madrigal, Frederique Gegenbach - cori

## Classifiche

### Classifiche settimanali
| Classifica (1974) | Posizione massima |
| ----------------- | ----------------- |
| Italia            | 1                 |

### Classifiche di fine anno
| Classifica (1974) | Posizione |
| ----------------- | --------- |
| Italia            | 6         |